# Саскія Озінґа
Саскія Луутше Озінґа (нар. 1960 р., Бевервейк) — нідерландська екологічна та громадська активістка, фасилітаторка Forest Movement Europe (FME) та співзасновниця НУО FERN, координаторка кампанії якої вона була з 1995 по 2017 рік.

## Біографія
Саскія Озінґа має ступінь магістерки біології в Університеті Вагенінген і охорони здоров'я в Утрехтському університеті (Нідерланди). Після роботи викладачкою екологічних наук в університеті в Утрехті Саскія Озінґа приєдналася до Друзів Землі. З 1987 до 1990 року вона працювала офіцеркою з питань освіти у Друзі Землі в Нідерландах, коли обійняла посаду лісової борчині. У 1991 році Саскія взяла на себе роль фасилітаторки нещодавно створеного Forest Movement Europe (FME), роль, яку вона веде досі.
У березні 1995 року разом із Сіаном Петтманом Саскіа заснувала організацію FERN з мандатом моніторингу діяльності ЄС щодо лісів, інформування та навчання Лісового руху в Європі щодо цієї діяльності та сприяння спільної адвокаційної роботи перед різними інституціями ЄС. Вона також є членом правління програми Forest Peoples Program, Stichting Tropenbos International та Taiga Rescue Network, а також членом керівного комітету Всесвітнього руху за тропічні ліси.
Зараз вона живе зі своїм партнером Марком Грегорі та дочкою в Оксфордширі. Марк – колишній журналіст Всесвітньої служби радіо BBC.

## Працює
Книги/звіти
- Фінансування лісів у майбутнє? Як Європейський фонд розвитку сільських районів впливає на ліси Європи . Ед Фентон, Леонтьєн Крул, Саскія Озінга та Річард Вейнрайт (2008).
- Провокація змін – інструментарій для африканських НУО. Саскія Озінґа та Іола Леал Ріеско (2007).
- Фінансування європейських лісів – як використовувати кошти ЄС для сталого ведення лісового господарства та охорони природи. Леонтьєн Круль і Саскія Озінга (2006).
- Сліди в лісі; Сучасна практика та майбутні виклики в лісовій сертифікації. Саскія Озінґа (2004).
- Посібник з кампанії в ЄС . Саскія Озінга та Емілі Тенард (2004).
- Стан реалізації положень, пов'язаних з лісами, у КБР . Береніс Мурай і Саскія Озінґа (2002).
- Контроль за імпортом нелегальної деревини. Варіанти для Європи. Дункан Брек; Шанталь Марійніссен і Саскія Озінґа (2002).
- За логотипом – оцінка соціального та екологічного впливу схем лісової сертифікації. Саскія Озінґа (2001).
- Який прогрес? Огляд виконання пропозицій IPF за діями різними урядами. Саскія Озінґа, Софія Райдер, Білл Манкін і Ганс Верольме (2000).
- Реалізація пропозицій IPF для дій у Європі. Саскія Озінґа, Софія Райдер (2000).
- Вплив лібералізації торгівлі в секторі лісової продукції. Саскія Озінґа; Тім Райс; Шанталь Марійніссен і Марк Грегорі (2000).
- Лібералізація торгівлі та її вплив на ліси, огляд відповідних питань. Саскія Озінґа; Тім Райс; Шанталь Марійніссен і Марк Грегорі (2000).
- Допомога ЄС тропічним лісам на новий курс. Саскія Озінґа (1999).
- Європа та ліси світу. Відредаговано та видано разом із програмою «Лісові люди». Саскія Озінґа і Маркус Колчестер (1998).
- Лісова сертифікація на рівні ЄС. Саскія Озінґа (1997).
- Виробництво та споживання лісоматеріалів та лісопродукції, з акцентом на Нідерланди. Саскія Озінґа (1995).